# Dimension Data/Saison 2016
Dieser Artikel listet Erfolge und Fahrer des Radsportteams Dimension Data in der Saison 2016 auf.

## Erfolge in der UCI WorldTour
Bei den Rennen der UCI WorldTour im Jahr 2016 gelangen dem Team nachstehende Erfolge.
| Datum         | Rennen                          | Fahrer               |
| ------------- | ------------------------------- | -------------------- |
| 12. März      | 4. Etappe Tirreno-Adriatico     | Stephen Cummings     |
| 6. April      | 3. Etappe Baskenland-Rundfahrt  | Stephen Cummings     |
| 9. Juni       | 4. Etappe Critérium du Dauphiné | Edvald Boasson Hagen |
| 12. Juni      | 7. Etappe Critérium du Dauphiné | Stephen Cummings     |
| 2. Juli       | 1. Etappe Tour de France        | Mark Cavendish       |
| 4. Juli       | 3. Etappe Tour de France        | Mark Cavendish       |
| 7. Juli       | 6. Etappe Tour de France        | Mark Cavendish       |
| 8. Juli       | 7. Etappe Tour de France        | Stephen Cummings     |
| 16. Juli      | 14. Etappe Tour de France       | Mark Cavendish       |
| 25. September | 7. Etappe Eneco Tour            | Edvald Boasson Hagen |

## Erfolge in der UCI Asia Tour
Bei den Rennen der UCI Asia Tour im Jahr 2016 gelangen dem Team nachstehende Erfolg.
| Datum                 | Rennen                           | Kat. | Fahrer                      |
| --------------------- | -------------------------------- | ---- | --------------------------- |
| 8. Februar            | 1. Etappe Tour of Qatar          | 2.HC | Mark Cavendish              |
| 10. Februar           | 3. Etappe Tour of Qatar (EZF)    | 2.HC | Edvald Boasson Hagen        |
| 8.–12. Februar        | Gesamtwertung Tour of Qatar      | 2.HC | Mark Cavendish              |
| 17. Februar           | 2. Etappe Tour of Oman           | 2.HC | Edvald Boasson Hagen        |
| 20. Februar           | 5. Etappe Tour of Oman           | 2.HC | Edvald Boasson Hagen        |
| 24. Februar – 2. März | Gesamtwertung Tour de Langkawi   | 2.HC | Reinardt Janse van Rensburg |
| 21. Oktober           | 2. Etappe Abu Dhabi Tour         | 2.HC | Mark Cavendish              |
| 23. Oktober           | 4. Etappe Abu Dhabi Tour         | 2.HC | Mark Cavendish              |
|                       | Einzelwertung UCI Asia Tour 2016 |      | Mark Cavendish              |

## Erfolge in der UCI Europe Tour
Bei den Rennen der UCI Europe Tour im Jahr 2016 gelangen dem Team nachstehende Erfolge.
| Datum            | Rennen                        | Kat. | Fahrer               |
| ---------------- | ----------------------------- | ---- | -------------------- |
| 20. April        | 2. Etappe Kroatien-Rundfahrt  | 2.1  | Mark Cavendish       |
| 21. Mai          | 4. Etappe Tour of Norway      | 2.HC | Edvald Boasson Hagen |
| 22. Mai          | 5. Etappe Tour of Norway      | 2.HC | Edvald Boasson Hagen |
| 5. Mai           | 4. Etappe Burgos-Rundfahrt    | 2.HC | Nathan Haas          |
| 4.–11. September | Gesamtwertung Tour of Britain | 2.HC | Stephen Cummings     |

## Erfolge in der UCI America Tour
Bei den Rennen der  UCI America Tour im Jahr 2016 gelangen dem Team nachstehende Erfolge.
| Datum   | Rennen                          | Kat. | Fahrer         |
| ------- | ------------------------------- | ---- | -------------- |
| 22. Mai | 8. Etappe Kalifornien-Rundfahrt | 2.HC | Mark Cavendish |

## Erfolge in den Nationalen Straßen-Radsportmeisterschaften
Bei den Rennen der Nationalen Straßen-Radsportmeisterschaften 2016 konnte das Team nachstehende Titel erringen.
| Datum       | Rennen                                             | Fahrer               |
| ----------- | -------------------------------------------------- | -------------------- |
| 14. Februar | Südafrikanische Meisterschaft – Straßenrennen      | Jacobus Venter       |
| 23. Juni    | Norwegische Meisterschaft – Einzelzeitfahren       | Edvald Boasson Hagen |
| 23. Juni    | Belarussische Meisterschaft – Einzelzeitfahren     | Kanstantin Siutsou   |
| 24. Juni    | Eritreische Meisterschaft – Einzelzeitfahren       | Daniel Teklehaimanot |
| 24. Juni    | Eritreische Meisterschaft – Einzelzeitfahren (U23) | Merhawi Kudus        |
| 25. Juni    | Ruandische Meisterschaft – Einzelzeitfahren        | Adrien Niyonshuti    |
| 26. Juni    | Eritreische Meisterschaft – Straßenrennen          | Daniel Teklehaimanot |
| 26. Juni    | Belarussische Meisterschaft – Straßenrennen        | Kanstantin Siutsou   |
| 26. Juni    | Norwegische Meisterschaft – Straßenrennen          | Edvald Boasson Hagen |
| 26. Juni    | Eritreische Meisterschaft – Straßenrennen (U23)    | Merhawi Kudus        |

## Zugänge – Abgänge
| Zugänge           | Team 2015              | Abgänge        | Team 2016              |
| ----------------- | ---------------------- | -------------- | ---------------------- |
| Mekseb Debesay    | Bike Aid               | Gerald Ciolek  | Stölting Service Group |
| Igor Anton        | Movistar Team          | Andreas Stauff |                        |
| Kanstanzin Siuzou | Team Sky               | Louis Meintjes | Lampre-Merida          |
| Cameron Meyer     | Orica GreenEdge        | Matthew Goss   | ONE Pro Cycling        |
| Omar Fraile       | Caja Rural-Seguros RGA |                |                        |
| Nathan Haas       | Team Cannondale-Garmin |                |                        |
| Mark Cavendish    | Etixx-Quick Step       |                |                        |
| Bernhard Eisel    | Team Sky               |                |                        |
| Mark Renshaw      | Etixx-Quick Step       |                |                        |

## Mannschaft
| Teamkader 2016                                        | Teamkader 2016     | Teamkader 2016         | Teamkader 2016                              |
| Name                                                  | Geburtsdatum       | Land                   | Vorheriges Team                             |
| ----------------------------------------------------- | ------------------ | ---------------------- | ------------------------------------------- |
| Igor Antón                                            | 2. März 1983       | Spanien                | Movistar Team (2015)                        |
| Natnael Berhane                                       | 5. Januar 1991     | Eritrea                | Team Europcar (2014)                        |
| Edvald Boasson Hagen                                  | 17. Mai 1987       | Norwegen               | Team Sky (2014)                             |
| Theo Bos                                              | 22. August 1983    | Niederlande            | Belkin (2014)                               |
| Matthew Brammeier                                     | 7. Juni 1985       | Irland                 | Synergy Baku Cycling Project (2014)         |
| Mark Cavendish                                        | 21. Mai 1985       | Vereinigtes Königreich | Etixx-Quick Step (2015)                     |
| Steve Cummings                                        | 19. März 1981      | Vereinigtes Königreich | BMC Racing Team (2014)                      |
| Mekseb Debesay                                        | 16. Juni 1991      | Eritrea                | Bike Aid (2015)                             |
| Nicolas Dougall                                       | 21. November 1992  | Südafrika              |                                             |
| Bernhard Eisel                                        | 17. Februar 1981   | Österreich             | Team Sky (2015)                             |
| Tyler Farrar                                          | 2. Juni 1984       | Vereinigte Staaten     | Garmin-Sharp (2014)                         |
| Omar Fraile                                           | 17. Juli 1990      | Spanien                | Caja Rural-Seguros RGA (2015)               |
| Nathan Haas                                           | 12. März 1989      | Australien             | Cannondale-Garmin (2015)                    |
| Jacques Janse van Rensburg                            | 6. September 1987  | Südafrika              | Burgos 2016-Castilla y León (2011)          |
| Reinardt Janse van Rensburg                           | 3. Februar 1989    | Südafrika              | Giant-Shimano (2014)                        |
| Songezo Jim                                           | 17. September 1990 | Südafrika              | Bonitas (2011)                              |
| Merhawi Kudus                                         | 23. Januar 1994    | Eritrea                | World Cycling Centre (2013)                 |
| Cameron Meyer                                         | 11. Januar 1988    | Australien             | Orica-GreenEDGE (2015)                      |
| Adrien Niyonshuti                                     | 2. Januar 1987     | Ruanda                 |                                             |
| Serge Pauwels                                         | 21. November 1983  | Belgien                | Omega Pharma-Quick Step (2014)              |
| Youcef Reguigui                                       | 9. Januar 1990     | Algerien               | Groupement Sportif Pétrolier Algérie (2012) |
| Mark Renshaw                                          | 22. Oktober 1982   | Australien             | Etixx-Quick Step (2015)                     |
| Kristian Sbaragli                                     | 8. Mai 1990        | Italien                |                                             |
| Kanstantsin Siutsou                                   | 9. August 1982     | Belarus                | Team Sky (2015)                             |
| Daniel Teklehaimanot                                  | 10. November 1988  | Eritrea                | Orica-GreenEDGE (2013)                      |
| Jay Robert Thomson                                    | 12. April 1986     | Südafrika              | UnitedHealthcare (2012)                     |
| Johann van Zyl                                        | 2. Februar 1991    | Südafrika              |                                             |
| Jacobus Venter                                        | 13. Februar 1987   | Südafrika              | Differdange-Magic-SportFood.de (2012)       |
| Metkel Eyob (1. Aug.–31. Dez., Stagiaire)             | 4. September 1993  | Eritrea                |                                             |
| Amanuel Ghebreigzabhier (1. Aug.–31. Dez., Stagiaire) | 17. August 1994    | Eritrea                |                                             |
| Ryan Gibbons (1. Aug.–31. Dez., Stagiaire)            | 13. August 1994    | Südafrika              | Team Europcar SA (2015)                     |
|                                                       |                    |                        |                                             |
| Quellen: ProCyclingStats Cycling Archives             |                    |                        |                                             |